# جاي جاي بولسين
جاي جاي بولسين (بالإنجليزية: J. J. Paulsen)‏ هو كاتب سيناريو أمريكي، ولد في 23 نوفمبر 1959 في كوينز في الولايات المتحدة.

## وصلات خارجية
- جاي جاي بولسين على موقع IMDb (الإنجليزية)
- جاي جاي بولسين على موقع قاعدة بيانات الفيلم (الإنجليزية)